# Medetera lamprostoma
Medetera lamprostoma är en tvåvingeart som beskrevs av Friedrich Hermann Loew 1871. Medetera lamprostoma ingår i släktet Medetera och familjen styltflugor. Inga underarter finns listade i Catalogue of Life.